# SPEAK!!!
SPEAK!!! è il quarto album dei The Mad Capsule Markets. Questo disco presenta due canzoni originarie della demo dei Berrie e una cover dei YMO: Solid State Survivor, che è la prima canzone che il gruppo canta completamente in inglese.

## Tracce
1. Masumedia (マスメディア, Mass Media)
2. Public Revolution
3. Shisutemu Eraa (システム・エラー, System Error)
4. Kenryoku no Inu (権力の犬, Leader Of The Pack)
5. Underground Face
6. Solid State Survivor
7. Kikenbunshi (Danger Boy) (危険分子 (DANGER BOY), Dangerous elements)
8. Careless Virus
9. Chesu no Heitai (チェスの兵隊, Pawn of Chess)
10. 4 Junk 2 Pop
11. D-Day
12. Government Wall
13. Kachiku (家畜, Domesticated)